# International Rhino
Der Rhino ist ein Sport Utility Vehicle (SUV) des indischen Automobilhersteller International Cars & Motors. 
Dieser wurde 2006 erstmals der Weltöffentlichkeit präsentiert. Der Dieselmotor stammt ursprünglich von Rover.

## Technische Daten
Länge:                                4440 mm

Breite:                               1645 mm

Höhe:                                 1885 mm

Radstand:                             2541 mm

Bodenfreiheit:                         180 mm

Leergewicht:                          1603 kg

cm³:                                  1994 

Getriebeart:                          manuell

Reifen:                               205/65 R 15

max. Drehmoment (Nm bei 1/min):       152/2500

Pferdestärken:                         75

Lage der Ventile und Nockenwellen:    ohc

Zylinder:                             R4

Tankinhalt:                           50 L

(Quelle:)